# Le Eating inventory, de Stunkard et Messick
 (octobre 2016).
Améliorez-le ou discutez des points à vérifier. 
Le Eating inventory, élaboré par Stunkard et Messick(1988), comporte une version française, qui a été traduit par Christine Turcotte. Celui-ci est utile pour l’évaluation des désordres alimentaires  (boulimie) et de l’obésité, avant et après le traitement. Il peut aussi servir à identifier des changements au niveau de l’alimentation  pour des patients qui ont cessé de fumer. Il explore trois dimensions telles que la restriction cognitive face à l’alimentation, la désinhibition et la régulation de la faim. Cet outil peut convenir autant pour les adultes que pour les adolescents. 
Il contient deux parties; l’une, comporte 36 questions (vrai ou faux) avec options en rapport avec les habitudes alimentaires et l’autre, pose 15 questions sur des états, des pensées ou des comportements en rapport avec les repas, l’alimentation, et le poids. Le temps de passation est rapide (10-15 minutes). Ainsi, cet outil nous aidera à comprendre les processus cognitifs en relation avec la faim, les comportements alimentaires et leur adaptation ou leur contrôle.